# Брикар, Рауль
Рау́ль Брика́р (фр. Raoul Bricard) (23 марта 1870, IX округ Парижа — 26 ноября 1943) — французский инженер и математик (иногда считается бельгийцем), наиболее известен работами по геометрии, в особенности по начертательной геометрии и проблеме равносоставленности многогранников, а также по кинематике, в частности, по шарнирным механизмам[уточнить]).
Преподавал геометрию в Центральной школе искусств и мануфактур в Париже. С 1908 года — профессор прикладной геометрии в Национальной консерватории искусств и ремёсел в Париже. В 1932 году получил премию Понселе по математике Французской Академии наук за работы по геометрии. Брикар упоминается в энциклопедии эсперанто.
В 1896 году опубликовал статью о третьей проблеме Гильберта, причём сделал это даже раньше, чем проблема была поставлена Гильбертом, в ней Брикар получил ослабленную версию критерия Дена равносоставленности многогранников.
В 1897 году опубликовал важную работу об изгибаемых многогранниках, в которой дал классификацию изгибаемых октаэдров, результат стал темой лекции, прочитанной в 1938 году Анри Лебегом. Позже Брикар открыл шестизвенные механизмы.
В 1922 году дал первое геометрическое доказательство теоремы Морлея о трисектрисах
Автор шести книг, включая математический обзор на эсперанто:
- Matematika terminaro kaj krestomatio (на эсперанто). Hachette: Paris, 1905.
- Géométrie descriptive. O. Doin et fils, 1911.
- Cinématique et mécanismes. A. Colin, 1921.
- Petit traité de perspective. Vuibert, 1924.
- Leçons de cinématique. Gauthier-Villars et cie., 1926.
- Le calcul vectoriel. A. Colin, 1947.